# Campeonato Canadiense de Fútbol 2013
El Campeonato Canadiense de Fútbol 2013 fue la sexta edición de la competición del fútbol de Canadá. Se disputó entre el 24 de abril y el 29 de mayo.
Montreal Impact ganó por segunda vez el torneo y clasificó a la Liga de Campeones de la Concacaf 2013-14.

## Equipos participantes
Los equipos participantes fueron Montreal Impact, Toronto, Vancouver Whitecaps y Edmonton.

## Cuadro
|  | Semifinales             | Semifinales             | Semifinales             |   |                     | Final           | Final           | Final           |  |
|  | 24 de abril y 1 de mayo | 24 de abril y 1 de mayo | 24 de abril y 1 de mayo |   |                     | 15 y 29 de mayo | 15 y 29 de mayo | 15 y 29 de mayo |  |
|  |                         |                         |                         |   |                     |                 |                 |                 |  |
|  |                         |                         |                         |   |                     |                 |                 |                 |  |
|  | Vancouver Whitecaps     | 3                       | 2                       |   |                     |                 |                 |                 |  |
|  | Vancouver Whitecaps     | 3                       | 2                       |   |                     |                 |                 |                 |  |
|  | Edmonton                | 2                       | 0                       |   |                     |                 |                 |                 |  |
|  | Edmonton                | 2                       | 0                       |   | Vancouver Whitecaps | 0               | 2               |                 |  |
|  |                         |                         |                         |   | Vancouver Whitecaps | 0               | 2               |                 |  |
|  |                         |                         | Montreal Impact (v.)    | 0 | 2                   |                 |                 |                 |  |
|  | Toronto                 | 2                       | Montreal Impact (v.)    | 0 | 2                   | 0               |                 |                 |  |
|  | Toronto                 | 2                       |                         |   |                     | 0               |                 |                 |  |
|  | Montreal Impact         | 0                       | 6                       |   |                     |                 |                 |                 |  |
|  | Montreal Impact         | 0                       | 6                       |   |                     |                 |                 |                 |  |
|  |                         |                         |                         |   |                     |                 |                 |                 |  |

### Semifinales
| 24 de abril de 2013 | Edmonton           | 2:3 (2:1) | Vancouver Whitecaps             | Estadio de la Mancomunidad, Edmonton, Alberta              |                                                            |
|                     | Cox 8' · Nurse 28' | Reporte   | Sanvezzo 5' 83' · Heinemann 89' | Asistencia: 2.838 espectadores Árbitro(s): Silviu Petrescu | Asistencia: 2.838 espectadores Árbitro(s): Silviu Petrescu |

| 1 de mayo de 2013 | Vancouver Whitecaps            | 2:0 (0:0) | Edmonton | Estadio BC Place, Vancouver, Columbia Británica          |                                                          |
|                   | Hertzog 58' · Saiko 67' (a.g.) | Reporte   |          | Asistencia: 14.892 espectadores Árbitro(s): Geoff Gamble | Asistencia: 14.892 espectadores Árbitro(s): Geoff Gamble |

| 24 de mayo de 2013 | Toronto                  | 2:0 (0:0) | Montreal Impact | BMO Field, Toronto, Ontario                           |                                                       |
|                    | Henry 49' · Wiedeman 81' | Reporte   |                 | Asistencia: 11.043 espectadores Árbitro(s): Paul Ward | Asistencia: 11.043 espectadores Árbitro(s): Paul Ward |

| 1 de mayo de 2013 | Montreal Impact                                                     | 6:0 (3:0) | Toronto | Estadio Olímpico, Montreal, Quebec                       |                                                          |
|                   | Mapp 24' · Paponi 33' · Di Vaio 44' 90' · Romero 61' · Wenger 90+4' | Reporte   |         | Asistencia: 14.931 espectadores Árbitro(s): Drew Fischer | Asistencia: 14.931 espectadores Árbitro(s): Drew Fischer |

### Final
| 15 de mayo de 2013 | Montreal Impact | 0:0     | Vancouver Whitecaps | Estadio Olímpico, Montreal, Quebec |                             |
|                    |                 | Reporte |                     | Árbitro(s): Silviu Petrescu        | Árbitro(s): Silviu Petrescu |

| 29 de mayo de 2013 | Vancouver Whitecaps         | 2:2 (1:0) | Montreal Impact         | Estadio BC Place, Vancouver, Columbia Británica          |                                                          |
|                    | Sanvezzo 4' · Kobayashi 69' | Reporte   | Camara 84' · Felipe 49' | Asistencia: 18.183 espectadores Árbitro(s): Drew Fischer | Asistencia: 18.183 espectadores Árbitro(s): Drew Fischer |

|                         |
| Campeón Montreal Impact |
| 2° título               |

## Goleadores
| Jugador         | Equipo              | Goles |
| --------------- | ------------------- | ----- |
| Camilo Sanvezzo | Vancouver Whitecaps | 3     |
| Marco Di Vaio   | Montreal Impact     | 2     |

## Premios
- Mejor jugador del torneo

 Justin Mapp (Montreal Impact)